# Judo-Europameisterschaften 1989
Die Judo-Europameisterschaften 1989 fanden vom 11. bis zum 14. Mai in Helsinki statt. Davor hatten bereits die Europameisterschaften der Männer 1978 in Helsinki stattgefunden, allerdings hatte 1978 kein Finne eine Medaille gewonnen. Die fünf Medaillen für die finnische Mannschaft 1989 waren die ersten vor heimischem Publikum. 
Baschir Warajew im Halbmittelgewicht, Fabien Canu im Mittelgewicht und Catherine Arnaud im Leichtgewicht gewannen ihren dritten Titel in Folge, Amiran Totikaschwili im Superleichtgewicht, Bruno Carabetta im Halbleichtgewicht, Ingrid Berghmans im Halbschwergewicht und Angelique Seriese im Schwergewicht konnten ihren Titel aus dem Vorjahr ebenfalls erfolgreich verteidigen.

## Ergebnisse

### Männer
| Gewichtsklasse                 | Gold                 | Silber          | Bronze                                |
| ------------------------------ | -------------------- | --------------- | ------------------------------------- |
| Superleichtgewicht (bis 60 kg) | Amiran Totikaschwili | Petr Šedivák    | Philippe Pradayrol Carlos Sotillo     |
| Halbleichtgewicht (bis 65 kg)  | Bruno Carabetta      | Sergei Kosminin | Pavel Petřikov József Csák            |
| Leichtgewicht (bis 71 kg)      | Jorma Korhonen       | Bertalan Hajtós | Marc Alexandre Giorgi Tenadse         |
| Halbmittelgewicht (bis 78 kg)  | Baschir Warajew      | Frank Wieneke   | Anthonie Wurth Zsolt Zsoldos          |
| Mittelgewicht (bis 86 kg)      | Fabien Canu          | Witali Budjukin | Axel Lobenstein Giorgio Vismara       |
| Halbschwergewicht (bis 95 kg)  | Koba Kurtanidse      | Jiří Sosna      | Marc Meiling Theo Meijer              |
| Schwergewicht (über 95 kg)     | Rafał Kubacki        | Thomas Müller   | Hans Buiting Grigori Weritschew       |
| Offene Klasse                  | Juha Salonen         | Frank Möller    | Sergei Kossorotow Harry Van Barneveld |

### Frauen
| Gewichtsklasse                 | Gold                    | Silber                | Bronze                              |
| ------------------------------ | ----------------------- | --------------------- | ----------------------------------- |
| Superleichtgewicht (bis 48 kg) | Cécile Nowak            | Karen Briggs          | Małgorzata Roszkowska Marjo Vilhola |
| Halbleichtgewicht (bis 52 kg)  | Jaana Ronkainen         | Dominique Maaoui-Brun | Joanna Majdan Sharon Rendle         |
| Leichtgewicht (bis 56 kg)      | Catherine Arnaud        | Maria Gontowicz       | Jenny Gal Miriam Blasco             |
| Halbmittelgewicht (bis 61 kg)  | Catherine Fleury-Vachon | Lenka Šindlerová      | Diane Bell Yael Arad                |
| Mittelgewicht (bis 66 kg)      | Emanuela Pierantozzi    | Alexandra Schreiber   | Ulla Werbrouck Claire Lecat         |
| Halbschwergewicht (bis 72 kg)  | Ingrid Berghmans        | Elisabeth Karlsson    | Marion van Dorssen Aline Batailler  |
| Schwergewicht (über 72 kg)     | Angelique Seriese       | Anne Åkerblom         | Nathalie Lupino Beata Maksymow      |
| Offene Klasse                  | Angelique Seriese       | Beata Maksymow        | Ingrid Berghmans Jelena Gutschina   |

## Medaillenspiegel
| Rang | Land                            | Gold | Silber | Bronze | Gesamt |
| ---- | ------------------------------- | ---- | ------ | ------ | ------ |
| 1    | Frankreich                      | 5    | 1      | 5      | 11     |
| 2    | Sowjetunion                     | 3    | 2      | 4      | 9      |
| 3    | Finnland                        | 3    | 1      | 1      | 5      |
| 4    | Niederlande                     | 2    | –      | 5      | 7      |
| 5    | Polen                           | 1    | 2      | 3      | 6      |
| 6    | Belgien                         | 1    | –      | 3      | 4      |
| 7    | Italien                         | 1    | –      | 1      | 2      |
| 8    | Tschechoslowakei                | –    | 3      | 1      | 4      |
| 9    | BR Deutschland                  | –    | 2      | 1      | 3      |
| 9    | Deutsche Demokratische Republik | -    | 2      | 1      | 3      |
| 11   | Ungarn                          | -    | 1      | 2      | 3      |
| 11   | Vereinigtes Königreich          | -    | 1      | 2      | 3      |
| 13   | Schweden                        | –    | 1      | –      | 1      |
| 14   | Spanien                         | –    | -      | 2      | 2      |
| 15   | Israel                          | –    | -      | 1      | 1      |
|      | Total                           | 16   | 16     | 32     | 64     |